# Купцов, Сергей Сергеевич
Сергей Сергеевич Купцов (род. 6 октября 1994) — российский хоккеист, нападающий.

## Биография
Отец занимался конькобежным спортом, мать — плаванием. Старший брат Егор — хоккеист.
С четырёх лет начал заниматься в школе «Спартаковец» (Екатеринбург), первый тренер Герман Григорьевич Чумачек. Из-за проблем со льдом ездил на тренировки в Нижний Тагил. После того, как брат был приглашён в «Авангард», семья переехала в Омск. В 2006 году Купцов с матерью переехал в Челябинск, где занимался в школе «Трактора». В 2009—2011 годах был в «Салавате Юлаеве» Уфа.
На драфте CHL 2011 года был выбран клубом OHL «Миссиссога Сент-Майклс Мейджорс», в составе которого провёл сезон 2011/12. В следующем сезоне выступал за команды «Белвилл Буллс» и «Оттава 67».
На драфте КХЛ 2011 года был выбран под 99 номером череповецкой «Северсталью», и в июне 2013 года подписал контракт с клубом. Выступал в КХЛ, а также за «Ижсталь» Ижевск в ВХЛ и «Алмаз» Череповец в МХЛ. 17 декабря 2016 года был обменян в ханты-мансийскую «Югру» на Арсения Хацея. 22 декабря 2017 года расторг контракт с «Югрой» и подписал двустороннее соглашение до конца сезона с ЦСКА. В течение года выступал за фарм-клуб «Звезда» в ВХЛ, и 6 декабря 2018 года был обменян в «Северсталь» на денежную компенсацию. После начала сезона 2019/20 перешёл в пермский «Молот-Прикамье» из ВХЛ, в январе перешёл в «Ижсталь». 16 июля 2020 года подписал пробный контракт с московским «Спартаком», провёл сезон в команде ВХЛ «Химик» Воскресенск. Сезон 2021/22 начал в клубе ВХЛ «Нефтяник» Альметьевск. Вскоре перешёл в «Ижсталь», 10 ноября подписал пробный контракт с нижнекамским «Нефтехимиком», 21 ноября заключил соглашение до конца сезона, 29 марта 2022 года продлил контракт на два года.
Участник чемпионата мира среди юниоров 2012.